# مکانیک (فیلم ۱۹۷۲)
مکانیک (به زبان انگلیسی: The Mechanic) فیلم اکشن و ماجرایی آمریکایی، محصول سال ۱۹۷۲ است. کارگردانی فیلم را مایکل وینر بر عهده داشته و بازیگران سرشناسی چون چارلز برانسون و یان-مایکل وینسنت در آن به ایفای نقش پرداخته‌اند.
فیلم مکانیک بخاطر سکانس‌های ابتدایی‌اش شهرت بسیار دارد. در ۱۶ دقیقه ابتدایی فیلم هیچ دیالوگی وجود نداشته و آدم‌کش فیلم (با بازی برانسون) در حال آماده شدن برای کشتن شخصی می‌شود.

## داستان
آرتور بیشاپ (چارلز برانسون) در نقش یک «مکانیک» ظاهر شده؛ آدم‌کشی بسیار حرفه‌ای که به شکل اختصاصی برای یک باند مخفی بین‌المللی کار کرده و اشخاص مد نظر آنها را به قتل می‌رسانَد. او بعد از انجام یک عملیات قتل، با فرزند مقتول که پسر نوجوانی است آشنا می‌شود و وی را برای تبدیل شدن به قاتلی حرفه‌ای آموزش می‌دهد….

## بازیگران
- چارلز برانسون در نقش آرتور بیشاپ
- یان-مایکل وینسنت در نقش استیو مکنا
- کینن وین در نقش هری مکنا
- جیل ایرلند
- لیندا ریج‌وی
- فرنک دکووا
- جیمز دیویدسون
- لیندزی کروسبی
- استیو وینوویچ
- تاکایوکی کوبوتا

## بازسازی
در سال ۲۰۱۱ فیلم با همین عنوان، با کارگردانی سیمون وست و بازیگری جیسون استاتهام راهی سینماها می‌شود.

## پیوند
- مکانیک در بانک اطلاعات اینترنتی فیلم‌ها